# Villa Biscossi
Villa Biscossi (La Vìla in dialetto lomellino) è un comune italiano di 64 abitanti della provincia di Pavia in Lombardia. Si trova nella Lomellina meridionale, nella pianura alla destra dell'Agogna.

## Storia
Nota fin dal XIII secolo come Villa Piperatorum, fece parte della contea di Mede, derivata dall'antica contea di Lomello. I Biscossi o Biscossa, che facevano parte della vasta consorteria dei Conti di Mede, ne furono signori particolari. Il feudo passerà quindi ai marchesi Bellingeri, ai quali succedettero i Provera e successivamente i Pallestrini.

### Simboli
Lo stemma e il gonfalone sono stati concessi con il DPR del 25 agosto 1953.
Il gonfalone è un drappo partito di verde e di giallo.

## Monumenti e luoghi d'interesse

### Palazzo Casale-Pallestrini-Provera
La storia del Palazzo e del feudo affondano le loro radici nel XIII secolo, quando il territorio dell'attuale Villa Biscossi era noto come Villa Piperis o Piperatorum. Si trattava di un piccolo comune che prese il nome, come di consueto, dalla più numerosa famiglia proprietaria anticamente residente in questi luoghi, i Biscossi, che si insediarono nella zona verso la fine del XIII secolo. Nella Pinacoteca Malaspina di Pavia è conservata la celebre Pala Bottigella di Vincenzo Foppa dedicata a Sibillina Biscossi (1287-1367) monaca di clausura dotata di capacità profetiche il cui culto fu istituito da Pio IX.  
Il Palazzo oggi denominato Casale dagli ultimi proprietari , in realtà dovrebbe essere indicato come Palazzo Provera, Pallestrini , Casale : fu inizialmente edificato dai Provera nella seconda metà del XVIII sec e la edificazione fu terminata dai Pallestrini all'inizio del xix sec. Nel piazzale di fronte alla chiesa cinquecentesca, domina il centro abitato, con il suo elegante porticato a colonne di granito e la terrazza.  Le grandi finestre del primo piano sembrano rifarsi alle costruzioni pavesi dell'architetto Giovanni Antonio Veneroni, attivo nel pavese nel XVIII secolo, al quale potrebbe ricondursi la realizzazione dell'intero edificio. Alle spalle del Palazzo un vasto giardino conserva numerose specie di piante e un piccolo lago, collegato ai canali di irrigazione dell'antica tenuta agricola. 
Quando la proprietà del Palazzo passò dai Provera ai Pallestrini di Mede nei primi dell'Ottocento questi ne completarono l'edificazione e la decorazione ad affresco e vi ricevettero Vittorio Emanuele II e Cavour nel periodo delle guerre risorgimentali .
È di questo periodo e ad opera dei Pallestrini anche una ristrutturazione del paese con il restauro della chiesa, l'acquisizione di importanti paramenti sacri, e la sistemazione dell'area sepolcrale intorno alla neoclassica monumentale tomba della famiglia Pallestrini. In questa  tomba fra gli altri riposa Ernesto Pallestrini  ( 1895- 1980)  grande medico della scuola chirurgica torinese, decorato con croce di guerra al valore militare come bersagliere nella prima guerra mondiale e cattedratico O.R.L. a Modena (dal 1929 al 1936)  e a Genova dove è stato Direttore della Clinica  Universitaria O.R.L. dal 1936 al 1965 ed ha fondato la Scuola universitaria Otorinolaringoiatrica Genovese che ha dato numerosi Direttori di Clinica, Primari Ospedalieri e Presidenti della Società Italiana di Otorinolaringoiatria alla Otorinolaringoiatria Italiana.
Legato alle proprie origini lombardo-piemontesi e conosciuto e apprezzato internazionalmente Ernesto Pallestrini è stato Presidente della Società di Otorinolaringoiatria Italiana S.I.O. ed è ricordato come uno dei maestri della ORL, come grande chirurgo specie in campo oncologico e come autore di un importante trattato universitario di Otorinolaringoiatria, il Manuale di Otorinolaringoiatria, edito da S.E.U. Roma nel 1963.
Oltre a Villa Biscossi altre residenze della famiglia Pallestrini  sono ritrovabili a Mede, Massino Visconti,  Belgirate. Firenze e a Torino dove è conservato il famoso monumento a ricordo del piccolo Tito Pallestrini scolpito da Vincenzo Vela ed ora conservato alla G.A.M. di Torino.
L'Azienda agricola di Villa Biscossi  era allora molto nota per la modernizzazione dei processi agricoli e delle condizioni di vita e di istruzione dei lavoratori.  Al Congresso Agrario di Mortara del Settembre 1846 , che ebbe dei risvolti organizzativi risorgimentali,  partecipò Luigi Pallestrini e furono organizzate visite didattiche alla Sforzesca e a Villa Biscossi.
Vi sono evidenze della esposizione da parte dei Pallestrini dei prodotti agricoli di Villa Biscossi nella Grande Esposizione di Londra del 1851 e nella Esposizione Universale di Parigi del 1856 dove ottennero una menzione ad onore.  Nel marzo 1885 nel palazzo si celebrarono le nozze tra Antonio Giuseppe Ernesto Nomis di Pollone ed Elisa Pallestrini.
Alienate per suddivisioni ereditarie Azienda e Palazzo pervennero poi ai Casale nel 1917. Mentre il piccolo comune di Villa Biscossi si mantenne vivo e vitale con le sue attività agricole ed artigianali collegate, il Palazzo subì un periodo di grande decadenza verso gli anni '30 del Novecento, a causa dell'abbandono da parte dei proprietari. Oggi il Palazzo Provera- Pallestrini-Casale, dopo essere stato restaurato dalla nuova proprietà, è aperto al pubblico e messo a disposizione per cerimonie ed eventi privati.
Rimane infine da segnalare , collegata alla attività del palazzo,  ma più periferica la esistenza di una antica "Ghiacciaia" . Di probabile origine settecentesca o ottocentesca ,probabilmente coeva al palazzo,  è un Importante e interessante reperto di archeologia  urbana.

## Società

### Evoluzione demografica
Abitanti censiti

## Infrastrutture e trasporti
Fra il 1884 e il 1933 la località era servita da una fermata della tranvia Mortara-Ottobiano-Pieve del Cairo.

## Amministrazione
| Periodo        | Periodo        | Primo cittadino   | Partito              | Carica  | Note |
| -------------- | -------------- | ----------------- | -------------------- | ------- | ---- |
| 20 giugno 1985 | 24 aprile 1995 | Giuseppe Fassardi | Democrazia Cristiana | Sindaco |      |
| 24 aprile 1995 | 14 giugno 1999 | Giuseppe Fassardi | Centro               | Sindaco |      |
| 14 giugno 1999 | 14 giugno 2004 | Giuseppe Fassardi | Lista civica         | Sindaco |      |
| 14 giugno 2004 | 8 giugno 2009  | Rino Viganó       | Lista civica         | Sindaco |      |
| 8 giugno 2009  | 27 maggio 2019 | Giuseppe Fassardi | Lista civica         | Sindaco |      |
| 27 maggio 2019 | in carica      | Rino Viganó       | Lista civica         | Sindaco |      |

## Galleria d'immagini

Immagini di Villa Biscossi
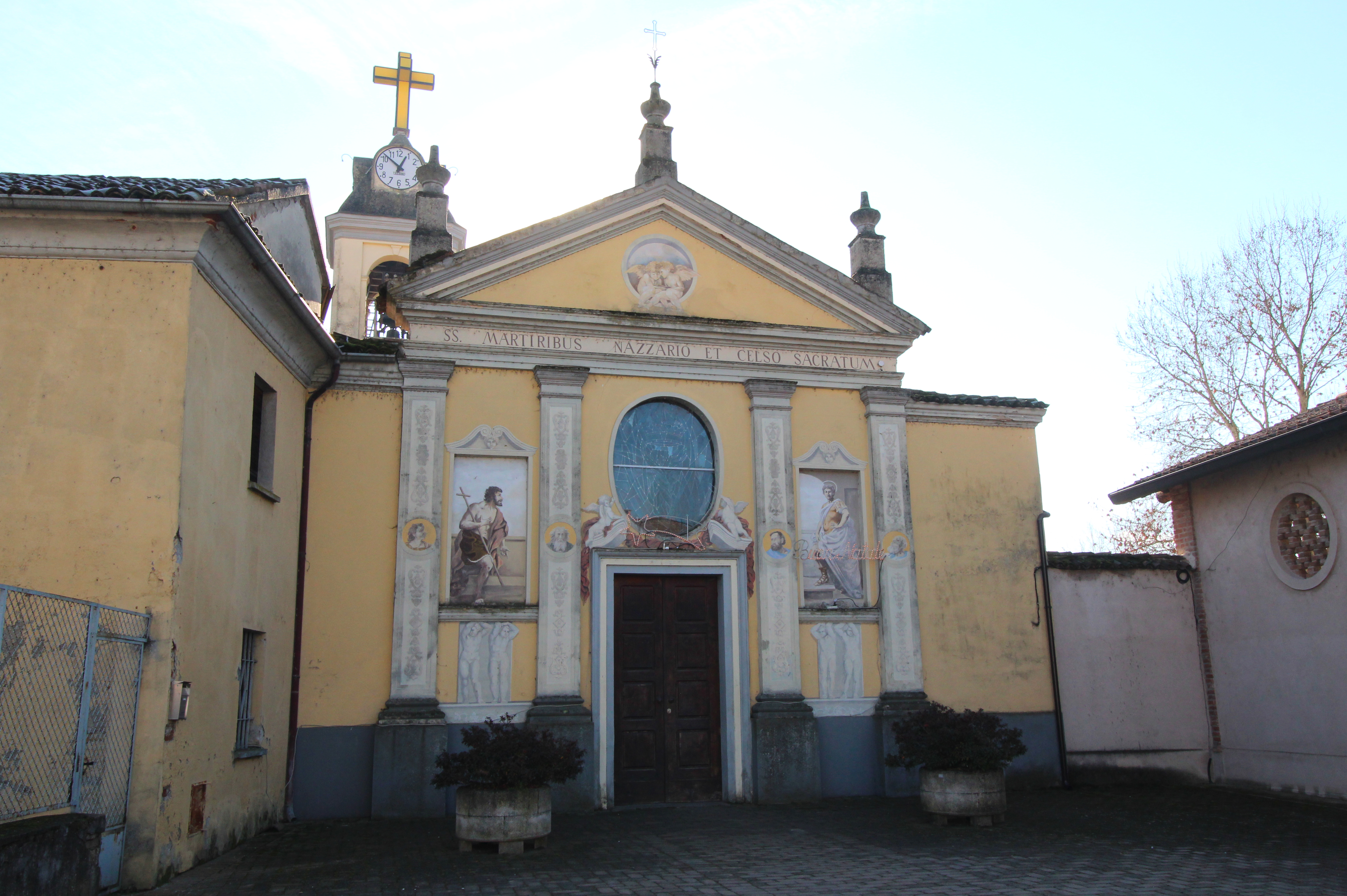
La chiesa dei Santi Nazzaro e Celso
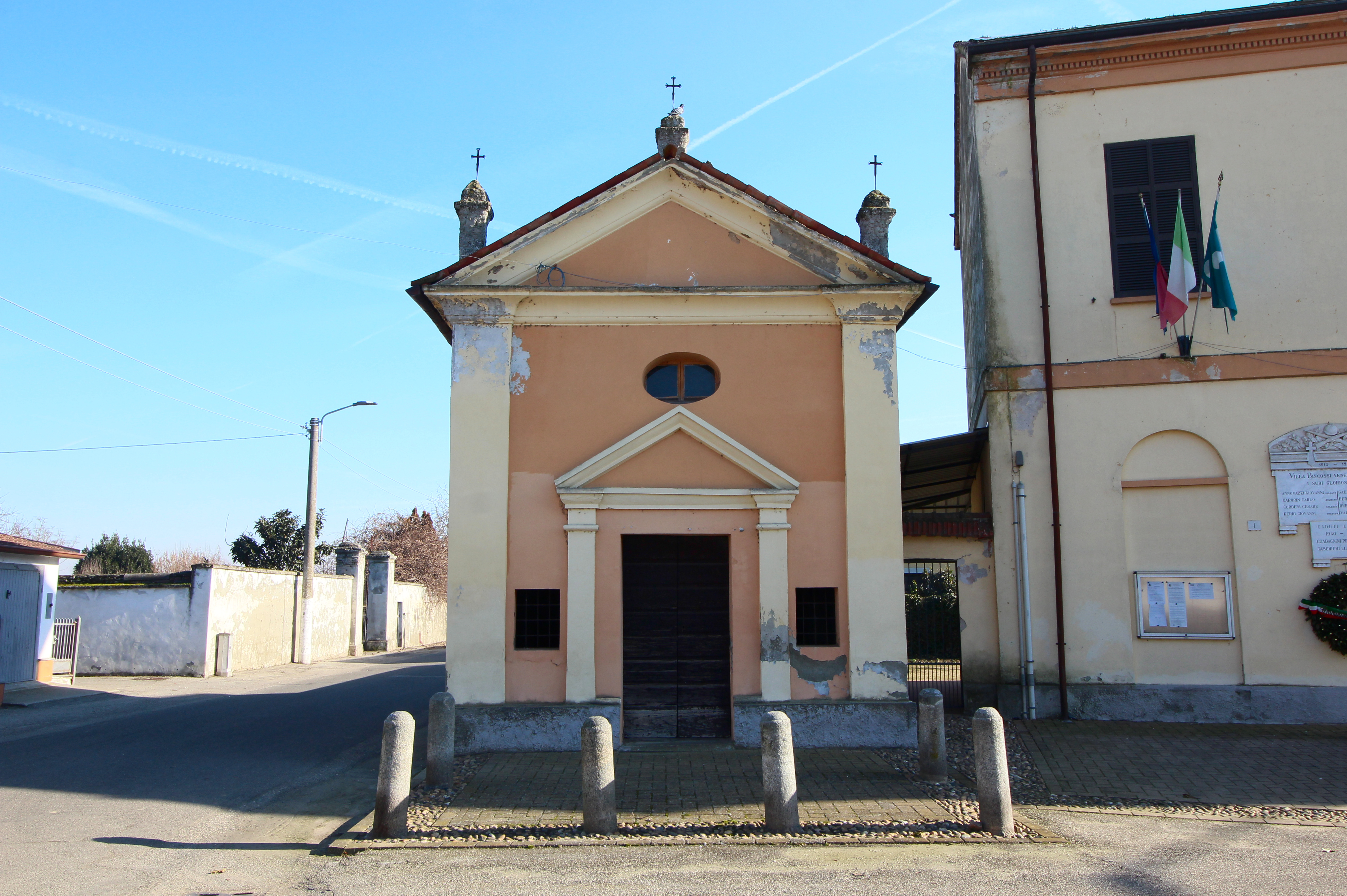
La chiesa dei Santi Gervasio e Protasio
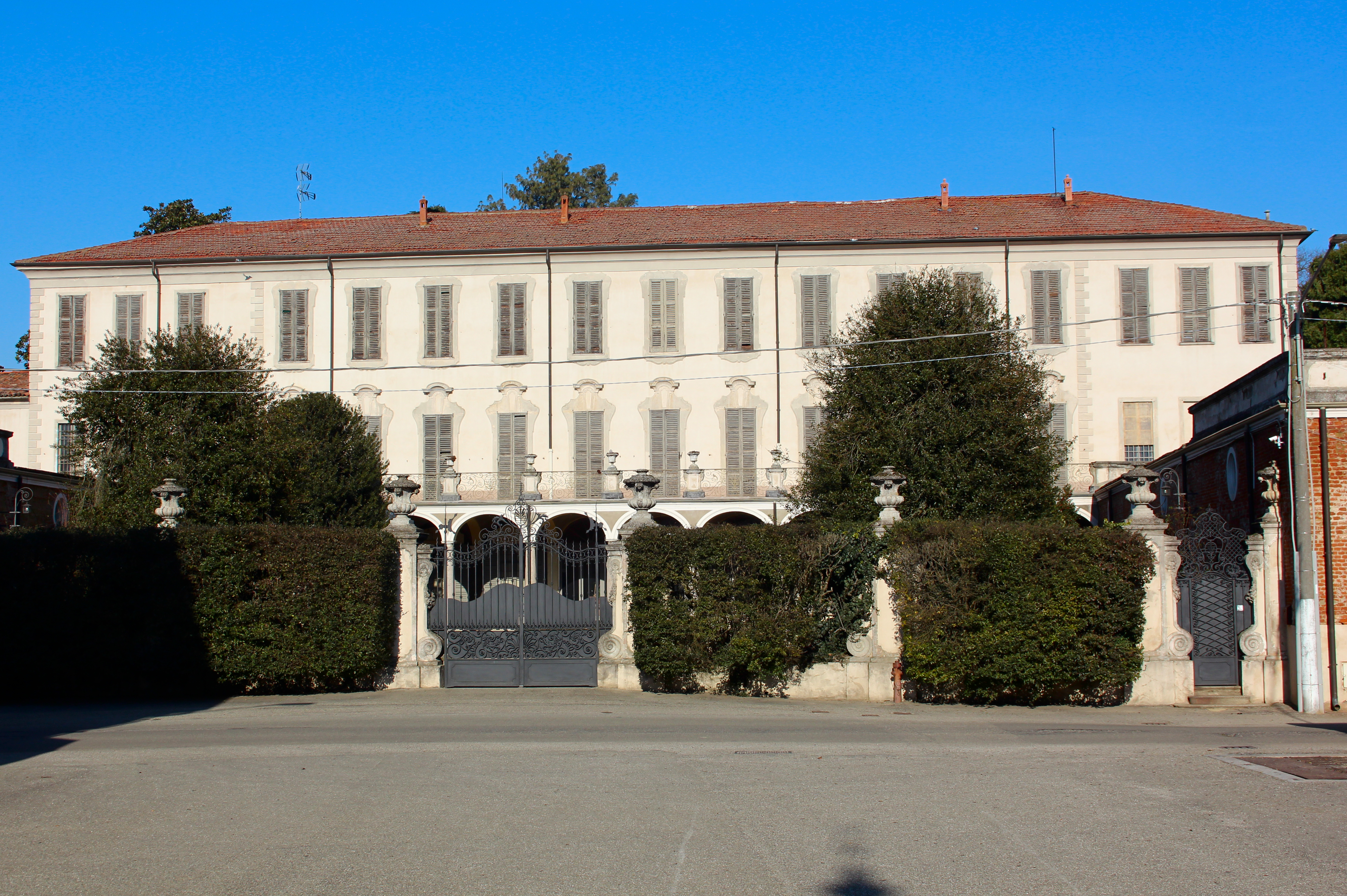
Il palazzo Casale
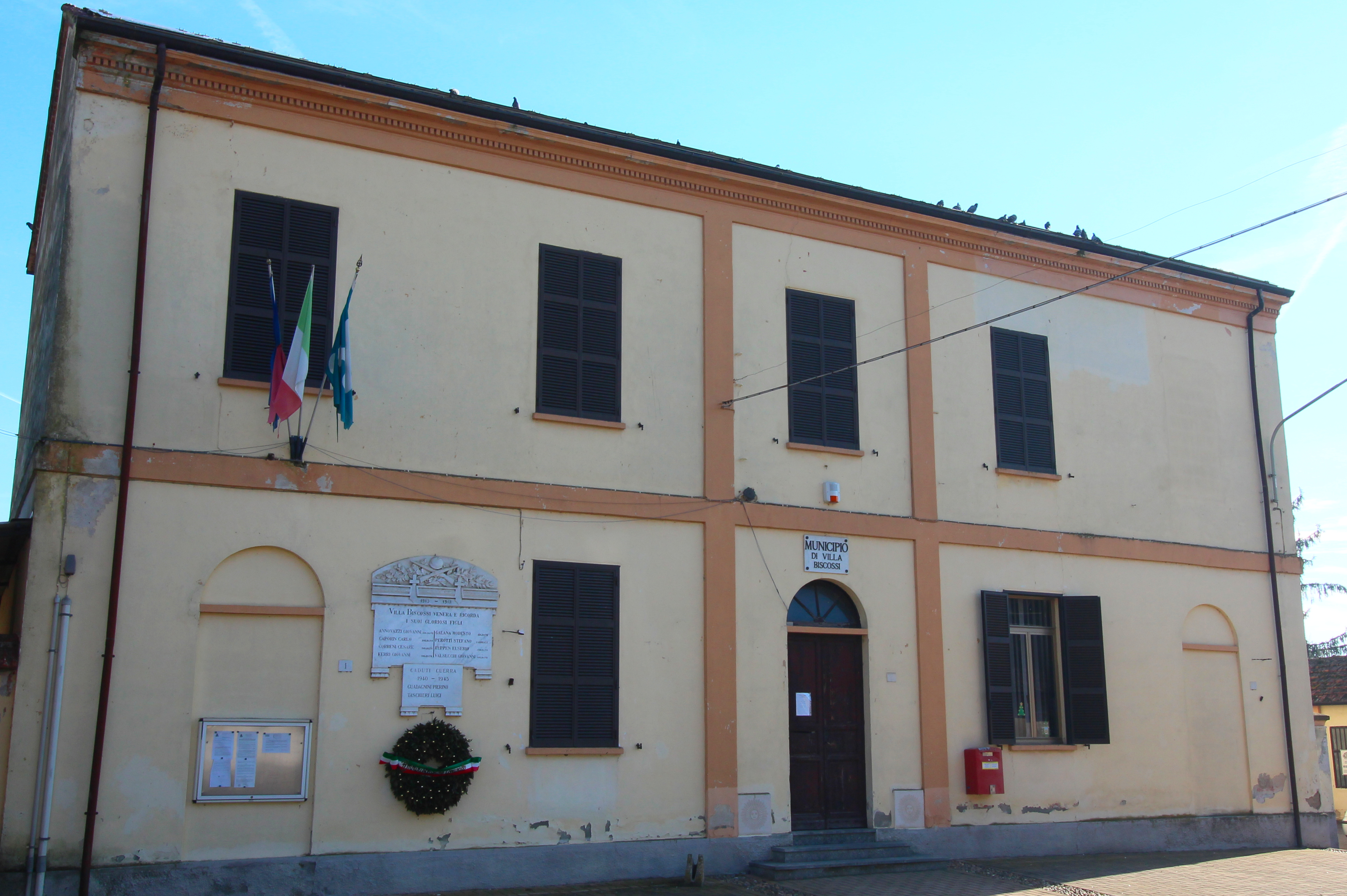
Il municipio